# Бершова Ольга Іполитівна
Бершова Ольга Іполитівна (12 (25) серпня 1901, м. Золотоноша, нині Черкаська обл. — 12 лютого 1972, Київ) — українська вчена в галузі агрохімії та мікробіології, доктор біологічних наук (1965), лауреатка премії ім. Д. Заболотного АН УРСР (1969). Авторка фундаментальних досліджень[джерело?]} у сферах ґрунтової, загальної та водної мікробіології. 

## Освіта і професійна діяльність
Ольга Бершова закінчила Київський сільськогосподарський інститут у 1929 році. Свою наукову кар’єру розпочала як асистент агрохімічної лабораторії (1929–1931), згодом працювала старшим асистентом Інституту сільськогосподарського ґрунтознавства (1931–1933). У 1933–1941 роках була науковим співробітником, завідувачкою водної лабораторії, а також виконувала обов’язки старшого наукового співробітника.
З 1945 року й до кінця життя працювала старшим науковим співробітником Інституту мікробіології та вірусології Академії наук УРСР (нині — Інститут мікробіології і вірусології ім. Д. К. Заболотного НАН України), де зробила вагомий внесок у розвиток прикладної мікробіології.

## Наукова діяльність
Бершова досліджувала мікробіологічні процеси в агроекосистемах, а також взаємодію хімічних засобів захисту рослин з ґрунтовою мікрофлорою. Її роботи дали змогу глибше зрозуміти вплив протруйників насіння на біологічну активність ґрунтів та мікробіоценози, що стало важливим кроком у формуванні екологічно безпечного землеробства.[джерело?]
Однією з важливих тем її досліджень було вивчення мікрофлори водних систем, зокрема обростання труб артезіанського водопроводу синьо-зеленими водоростями. Це явище спричинювало появу сторонніх запахів і присмаків у дніпровській питній воді. Завдяки дослідженням Бершової було розроблено низку практичних заходів для покращення якості питної води, зокрема зменшення мікробного забруднення артезіанських і поверхневих водопроводів.[джерело?]

## Нагороди та визнання
У 1965 році Ользі Іполитівні Бершовій було присуджено науковий ступінь доктора біологічних наук за цикл праць із ґрунтової та водної мікробіології.[джерело?] За видатні досягнення у сфері медико-біологічної мікробіології, зокрема за роботи, пов’язані з покращенням якості води,[джерело?] вона стала лауреаткою премії імені Д. К. Заболотного АН УРСР (1969).

## Значення діяльності
Ольга Бершова належить до когорти учених, чия діяльність мала не лише фундаментальний, а й прикладний характер. Її праці сприяли розвитку екологічно орієнтованих технологій в аграрному виробництві, а також поліпшенню санітарно-гігієнічного стану водопровідних систем України. Її наукова спадщина має важливе значення для мікробіології, агрохімії та екології.[джерело?]

## Основні праці[3]
- Азотобактерин и его изготовление в УССР. К., 1955 (співавтор).
- Синезеленые водоросли в артезианском водопроводе г. Киева и мероприятия по борьбе с ними. К., 1958 (співавтор).
- Вплив мікроелементів на утворення гетероауксину грунтовими мікроорганізмами // МБЖ. 1960. № 3.
- Активність розщеплення крохмалю грунтовими мікроорганізмами та вплив на неї мікроелементів // Там само.
- Действие микроэлементов на образование физиологически активных веществ микроорганизмами ризосферы // Тр. 4-го Всесоюз. совещания по микроэлементам. Москва, 1962.
- Микроэлементы и почвенные микроорганизмы. К., 1967.